# قلعه چهارگوشه (شهر قدیمی)
قلعه چهارگوشه (ترکی آذربایجانی: Dördbucaqlı qala) آثار باستانی دارای اهمیت ملی واقع در قسمت شهر قدیمی باکو می‌باشد. این قلعه به عنوان دژ دفاعی در قرن ۱۴ میلادی بنا شد.

## دربارهٔ قلعه
این دژهای عظیم‌الجثه دفاعی، جهت دفاع از عظمت و پایداری قلعه‌های شهر قدیمی و تسهیل سیستم دفاعی، هنگام ساخت استحکامات دفاعی باکو در قرون وسطی بنا گردید. به نوشته‌های مؤلفان قرون وسطایی، در شهر باکو یک برج چهارگوشه قلعه‌مانند وجود داشت، که در میان ۷۰ قلعه نیم دایره و دیوارهای قلعه شمالی قرار می‌گرفت. در قرون وسطی، این دژ چه در دوران صلح و چه جنگ، به عنوان زرادخانه مورد استفاده بود.
این دژ بابت دو منظور بنا شد: اولین هدف این بود، که با گسترش حیطهٔ رصد برای تقویت ظرفیت دفاعی باکو از سمت شمال کل منطقه تحت دیدبانی نیروهای دفاعی قرار بگیرد. دومی هدف نیز استفاده از این برج به عنوان زرادخانه بود.
در سال ۲۰۱۴م. برج چهارگوشه تحت بازسازی‌های همه‌جانبه از سوی ادارهٔ دولتی منطقهٔ حفاظت شدهٔ ایچری‌شهر واقع گردید، که پس از تکمیل آن، برج تحت عنوان «قلعه هنر» به عنوان «مرکز هنر سنتی ایچری‌شهر» شروع به کار نمود.

## نگارخانه

نماهای متنوع قلعه
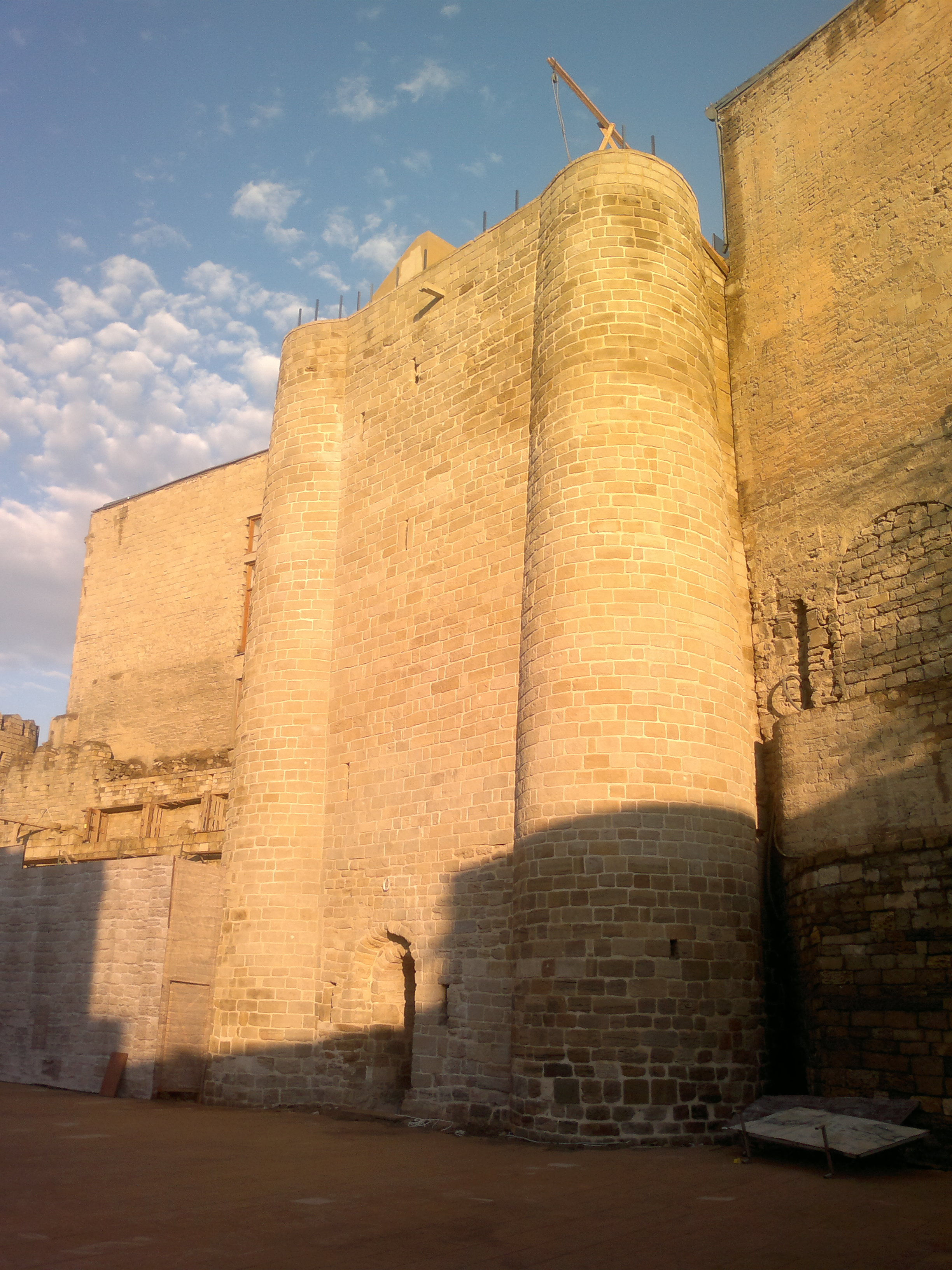
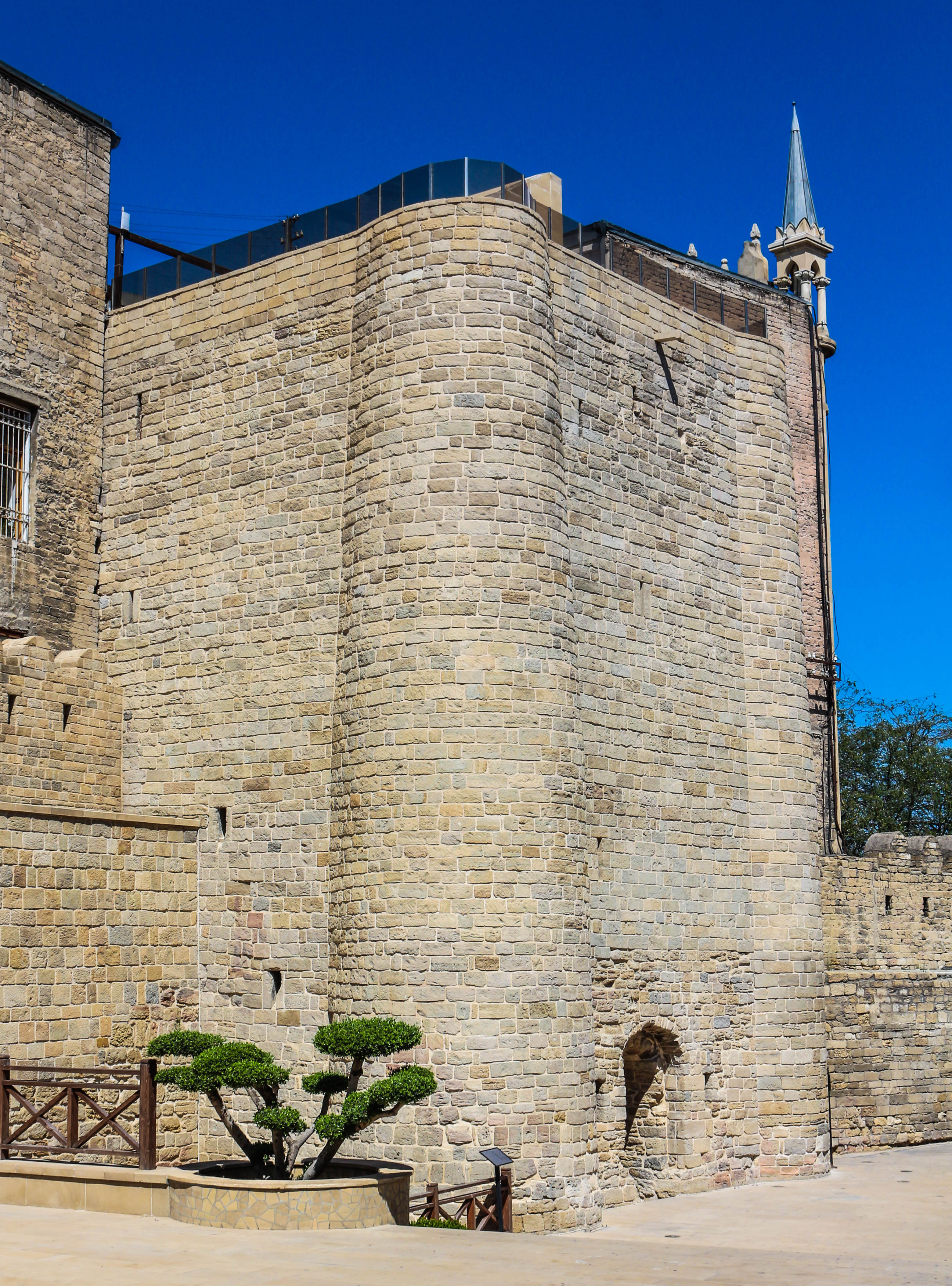
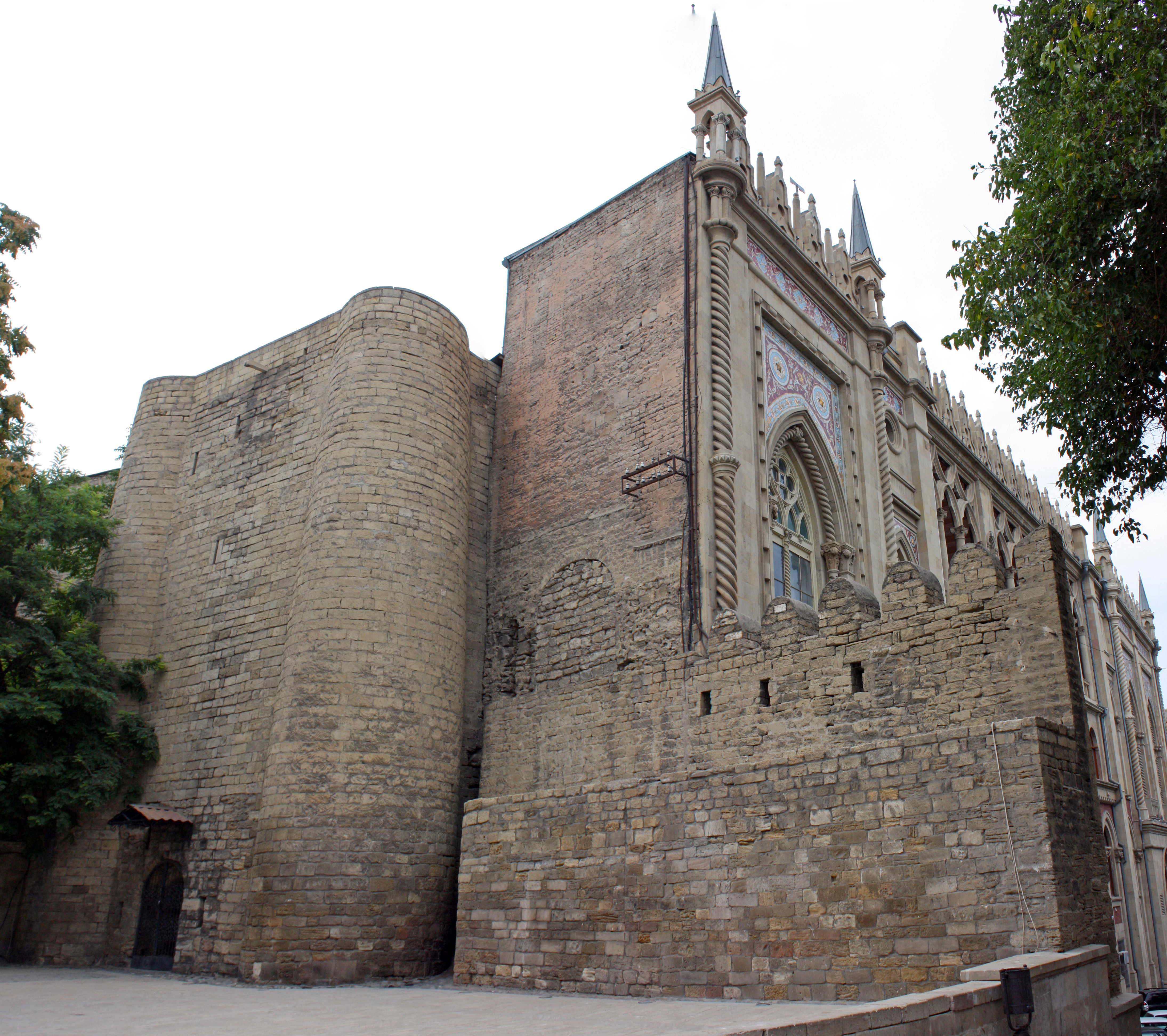
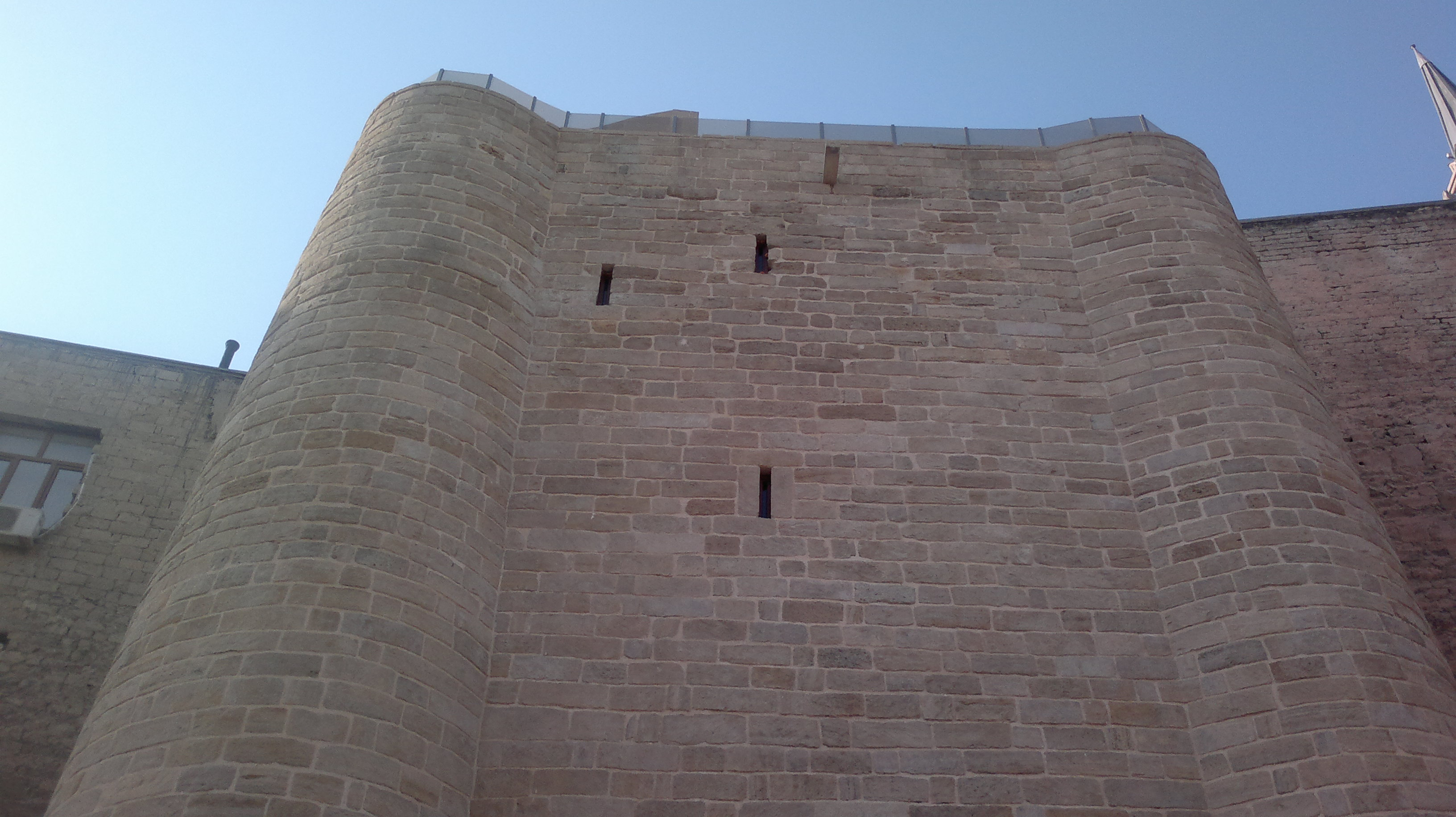